# Макри (Эврос)
Ма́кри (греч. Μάκρη) — деревня в Греции. Относится к общине Александруполис в периферийной единица Эврос в периферии Восточная Македония и Фракия. Расположена на высоте 70 м над уровнем моря, близ побережья Эгейского моря, к северо-востоку от мыса Макри, в 12 км к западу от города Александруполис. Население 924 человек по переписи 2011 года.
Севернее деревни проходит автострада «Эгнатия» и древняя Эгнатиева дорога.

## История

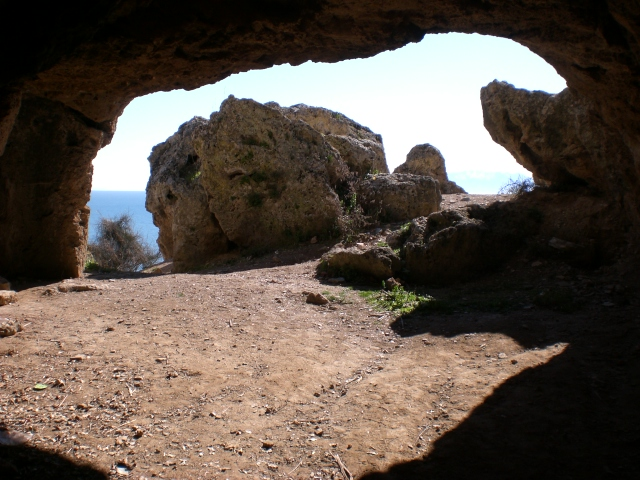
Пещера Циклопа

В районе Макри находится маленькая пещера Циклопа из двух комнат, согласно мифу — жилище Полифема.
Древнее поселение у Макри было обнаружено во время Первой мировой войны. Первым археологом, посетившим его, был Йоргос Балакакис (Γιώργος Μπαλακάκης), отождествивший его с древним городом Зона (Ζώνη) и мысом Серрей (Ακρωτήριο Σέρρειο), упоминаемыми Геродотом. Раскопки начаты в 1988 году и продолжаются по сей день. Было обнаружено поселение эпохи неолита (4500—3000 до н. э.), которое является одним из самых важных на Балканском полуострове, и стало ясно, что древнее поселение — это не город Зона, а торговый пост римской эпохи. Мыс Серрей теперь отождествляется с горой Измарос (Ίσμαρος). Археологический памятник Месембрия-Зона (Месамбрия) находится в 3 км к западу от деревни Месимврия.
Область Макри была населена фракийским племенем киконы. В Макри находится стоянка конца бронзового века и раннего железного века.
Макри процветал в византийскую эпоху.
После Русско-турецкой войны 1828—1829 гг. жители деревень Макри, Марония и Энос в 1850-х годах основали Александруполис.
В 1980 году в Макри основан женский монастырь Успения Богородицы «Панагия ту Эвру» (Кимиси-Теотоку) Александрупольской митрополии.

## Сообщество
Сообщество (Κοινότητα Μάκρης) создано в 1924 году (ΦΕΚ 194Α). В сообщество входит 7 населённых пунктов и женский монастырь Кимиси-Теотоку. Население 1919 человек по переписи 2011 года. Площадь 64,287 квадратных километров.
| Населённый пункт | Население (2011), человек |
| ---------------- | ------------------------- |
| Дикела           | 290                       |
| Энато            | 268                       |
| Кимиси-Теотоку   | 48                        |
| Макри            | 924                       |
| Месимврия        | 145                       |
| Панорама         | 37                        |
| Паралия-Дикелон  | 102                       |
| Плака            | 105                       |

## Население
| Год  | Население, человек |
| ---- | ------------------ |
| 1991 | 745                |
| 2001 | 805                |
| 2011 | ↗ 924              |